# 시시키
시시키/시쇼쿠(일본어: 四職)란 무로마치 막부 당시 무가의 가격(家格)을 가리키는 말이다. 아카마쓰 씨, 잇시키 씨, 교코쿠 씨, 야마나 씨로 된 4가문이 번갈아 교토의 치안을 담당하는 사무라이도코로(侍所)의 수장으로 역임했기 때문에 이들 가문을 시시키(四職)라고 한다. 실제로는 미노 슈고 도키 씨도 사무라이도코로의 수장으로 역임한 적이 있기 때문에 고시키(五職)라고 불러야 할지도 모른다.
호소카와씨, 시바 씨, 하타케야마 씨 각각의 종가가 관령(管領)을 역임하였고, 이들과 나란히 막부의 중앙 정치에 관여하게 된다. 오닌의 난 이후 아카마쓰 마사노리가 교토의 치안을 담당했었지만, 서서히 이들 4가문은 쇠퇴하였고, 시시키란 가격(家格)도 소멸하게 된다.

## 같이 보기
- 간레이